# 林前站
林前站是厦门轨道交通3号线的地铁车站，位于中华人民共和国福建省厦门市翔安区东界路与城场路交叉口。本站于2021年6月25日正式启用。

## 车站结构
本站为地下二层岛式车站。
| 地面层   | 出入口                               | 出入口                         |
| 地下一层 | 站厅                                 | 票务服务、客服中心、进出站闸机 |
| 地下二层 | 西行                                 | 3 往廈門火車站方向 （洪坑）    |
| 地下二层 | 岛式站台，列车运行方向左侧的车门开启 |                                |
| 地下二层 | 東行                                 | 3 往蔡厝方向 （鼓鑼）          |

## 出入口信息
本站设1、2、3号（共3个）出入口。
|                           |            |                            | |
| 编号                      | 设施       | 出口指示                   | 建议前往的目的地                                                                                            |
| 1                         |            | 下鍾宅路北側，新岩大道西側 | 新店地铁社区、闽篮新天地、叩叩·林前社区、钟秀社区居民委员会、宋洋南路、宋洋路、翔安区第三实验小学、宋洋公园 |
| 2                         | 升降机标志 | 下鍾宅路南側，新岩大道西側 | 新店地铁社区、林前村、翔安区鳳翔第一中心幼兒園、烏石盤公园                                                  |
| 3                         |            | 下鍾宅路北側，新岩大道東側 | 下鍾宅公園、下鍾宅里、頂鍾宅南里、翔安南路                                                                  |
| 註： 設有 \| 設有扶手電梯 |            |                            | |